# NGC 576
NGC 576 este o galaxie situată în constelația Phoenix. A fost descoperită în 3 octombrie 1834 de către John Herschel.